# 100% (programma televisivo)
100% è stato un quiz televisivo italiano trasmesso su LA7 nella stagione 2001–2002, dal 25 giugno 2001 al 30 agosto 2002, inizialmente nella fascia dell'access prime time, ovvero alle 20 durante i primi mesi, poi alle 20:30 fino al 1° febbraio 2002. Torna in onda dal 18 marzo 2002 alle 17:50, con una nuova versione, e nell'estate 2002 alle 14.15 a giugno, in luglio e in agosto alle 18.20, quindi nel pomeriggio. Era condotto da Gigio D'Ambrosio, la cui presenza tuttavia era soltanto come voce fuori campo.

## La trasmissione
Primo quiz della televisione italiana il cui conduttore non compariva sul teleschermo ma poneva le domande utili per la gara parlando fuori campo. Autori delle domande erano Fabio Di Gioia, Federico Ferrazza e Barbara Di Dio.
Era la versione italiana dell'omonimo format originale inglese, prodotto dalla Reg Grundy Organisation (poi diventata Pearson Television) e trasmesso sull'emittente Channel 5 dal 1997 al 2001.

## Svolgimento
In ogni puntata di 100% erano presenti tre concorrenti, ciascuna con una postazione (il campione in carica veniva posto sempre nella centrale), e con i tre pulsanti principali (A, B, C). Il gioco era suddiviso in tre manches (due nella mini edizione dal 18 marzo al 30 agosto 2002).

### Prima manche
Venivano ufficialmente poste dal conduttore quaranta domande di cultura generale, le quali erano con tre opzioni di risposta (A, B, C) per le prime trenta, mentre le ultime dieci con le sole risposte "vero o falso". I tre concorrenti dovevano rispondere correttamente entro tre secondi premendo uno dei tre pulsanti, e in caso di risposta esatta, ricevevano dei punti espressi in percentuale. Alla fine, il concorrente che aveva il punteggio più basso viene eliminato dal gioco.

### Seconda manche (25 giugno 2001 - 1° febbraio 2002)
Essa era uguale alla prima, ma con solo i due concorrenti rimasti. Anche in codesta veniva eliminato il concorrente che, finite le domande, aveva il punteggio più basso e l'altro prendeva parte alla manche finale. Successivamente venne introdotta una variante, in base alla quale nessuno di loro veniva eliminato ed entrambi ci prendevano comunque parte. Infine, sempre nella medesima variante quello con il punteggio più alto riceveva il "jolly" da usare nella suddetta manche, altrimenti in caso di parità si andava per il suo ottenimento allo spareggio, dove chi per primo rispondeva ad una singola domanda se lo aggiudicava.

### Manche finale (100%)
In questa prova finale bisogna rispondere esattamente a dieci domande per vincere il jackpot del gioco.
Prima versione (25 giugno 2001 - 1° febbraio 2002): il concorrente che affrontava il gioco finale doveva rispondere alle dieci domande. Al primo errore il jackpot sfuma alla cifra di 1.000€, e se il concorrente commetteva cinque errori, concludeva il gioco a mani vuote.
Seconda versione (18 marzo - 30 agosto 2002): in questa versione giocano i due concorrenti che non sono stati eliminati nella fase iniziale. I concorrenti dovevano rispondere alle dieci domande, e se dicevano "passo" cedevano il turno all'altro giocatore. Al primo errore per il concorrente che lo ha commesso non può più vincere il jackpot, ma viene messo in palio, per il concorrente che diventa campione, un premio partita di 500 € in caso il concorrente diventato campione avesse dato cinque risposte esatte. Chi aveva ottenuto il jolly nella manche precedente poteva usarlo per cambiare una domanda con un'altra.
Se il concorrente risponde esattamente a tutte le domande, vince il jackpot della puntata.